# Petrus Martyr von Anghiera

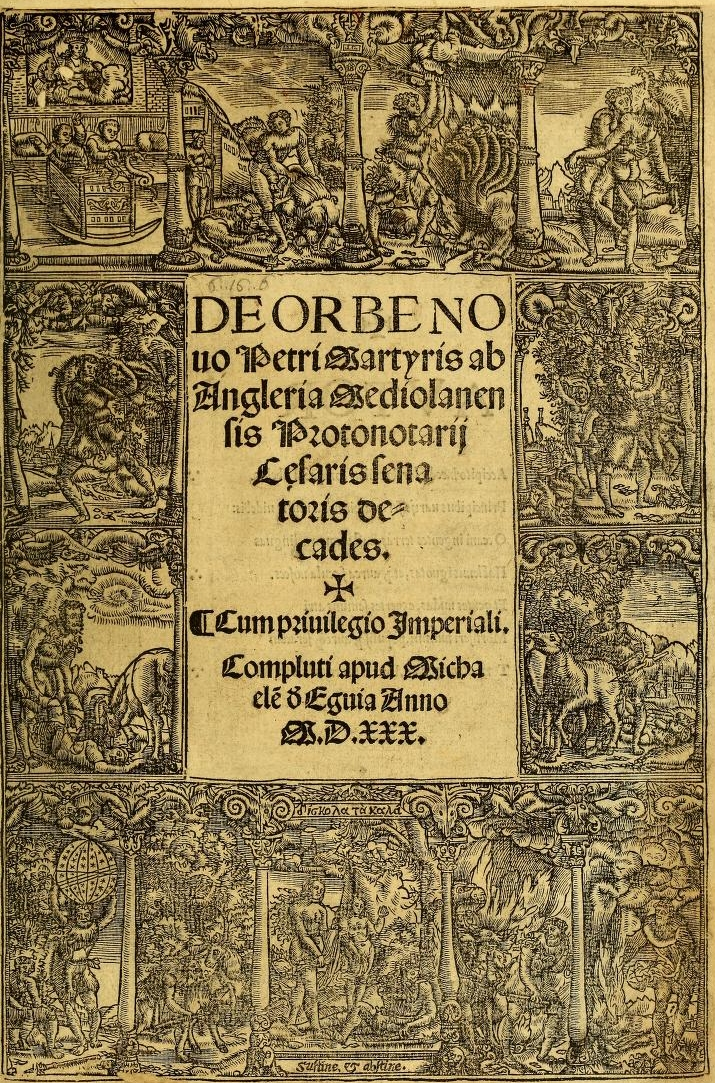
Illustrierte Titelblatt von De orbe novo

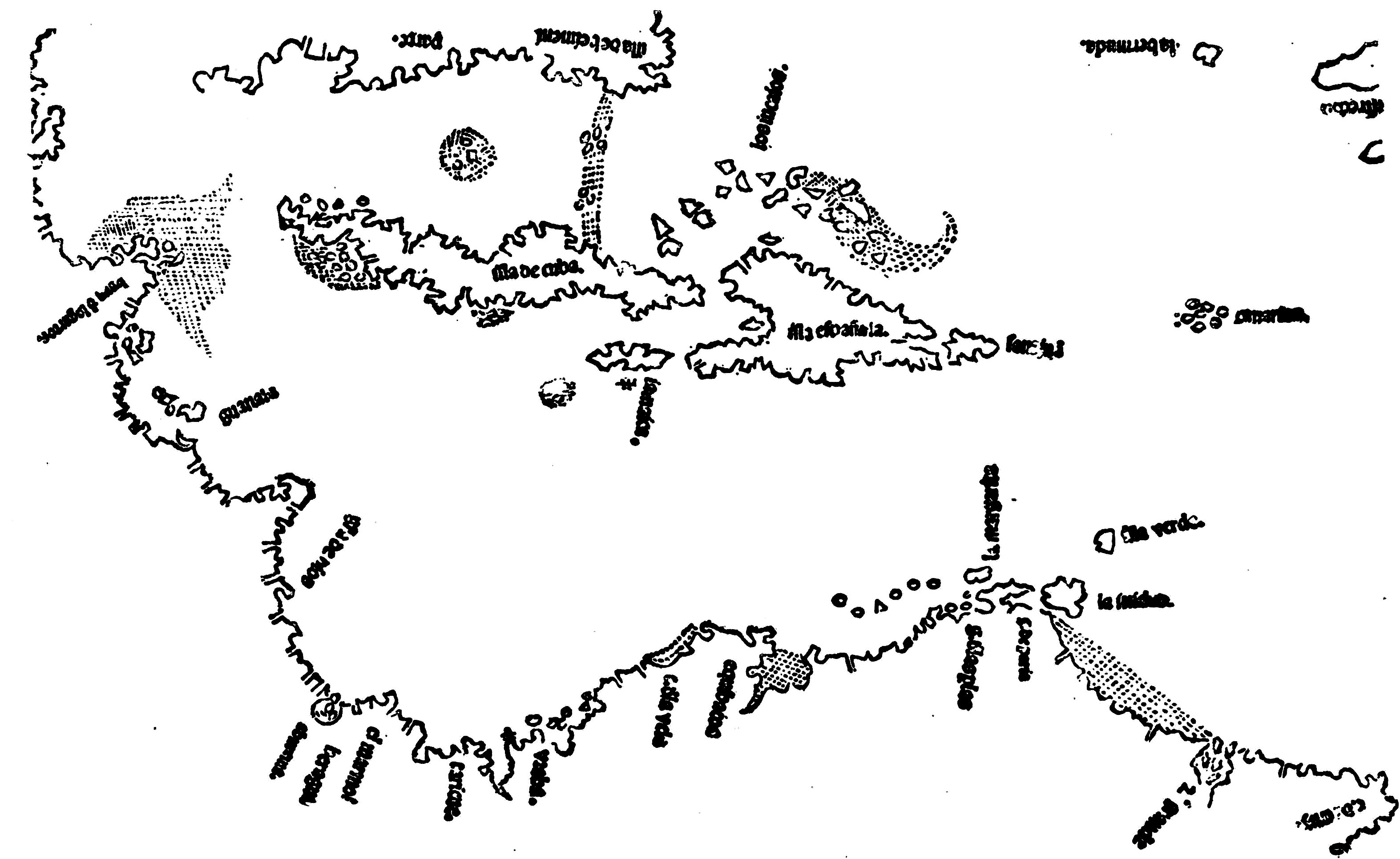
Karte der Neuen Welt von Petrus Martyr, 1511; Faksimile nach Justin Winsor: Narrative and critical history of America, Volume 2, 1889

Petrus Martyr von Anghiera, italienisch Pietro (Martire) d’Anghiera, Pietro Martire d’Anghera oder Pietro d’Anghera, lateinisch Petrus Martyr Anglerius (* 2. Februar 1457 in Arona, gegenüber von Angera (zu Petrus Martyrs Lebzeiten Anghiera geschrieben, s. u.), am südlichen Lago Maggiore; † 1526 in Granada), war ein italienischer Mönch, Prior der Kathedrale von Granada und Geschichtsschreiber, Geograph sowie Freund und Chronist von Christoph Kolumbus. Er veröffentlichte die erste Darstellung der Entdeckung Amerikas mit Beschreibung der Bräuche der dort angetroffenen Einwohner sowie der Flora und Fauna, wie er sie den Berichten der von dort zurückkehrenden Forschungsreisenden entnommen hatte. In Europa berichtete er auch als Erster über das Pfeilgift Curare. Sein Abbild befindet sich auf dem Werk: Die Madonna der Katholischen Könige von Fernando Gallegos.

## Leben
Pietro, getauft auf den Namen Petrus Martyr, stammte nach eigenen Angaben aus dem Geschlecht der Markgrafen von Anghiera, dem heutigen Angera in Nordwestitalien. Er ging, nachdem er einige Jahre am Herzogshof von Mailand verbracht und sich ab seinem 20. Lebensjahr in Rom Bildung, Gönner und die Freundschaft des Kardinals Ascanio Sforza erworben, dort als Sekretär des römischen Statthalters Francisco Negro gearbeitet hatte und für seine Gelehrsamkeit bekannt geworden war, 1487 an den spanischen Hof, wo er als Gelehrter bald die Gunst Ferdinands und Isabellas gewann.
1492 empfing er die Priesterweihe und wurde Kanonikus an der Kathedrale von Granada, bald darauf wurde er am Hof Isabellas vom Kardinal Pedro González de Mendoza mit der Leitung der Hofschule für die jungen Granden betraut und zum königlichen Kaplan ernannt.
Eine erste diplomatische Mission führte ihn 1497 nach Rom. 1501 reiste er als spanischer Botschafter über Venedig nach Alexandria an den Hof des Sultans von Ägypten, wo er auch Kairo besuchte. Er wurde anschließend Prior des Domkapitels in Granada, päpstlicher Protonotar und Mitglied des Indienrates. Im Jahr 1520 wurde Petrus Martyr außerdem zum Historiographen von Karl V. ernannt. 1524 wurde er als Abt von Santiago (Jamaika) designierter Bischof von Jamaika. Er starb, an einem Leberleiden erkrankt, Ende 1526 in Granada, wo im Juni desselben Jahres der spanische Hofstaat Einzug gehalten hatte.

## Werke
- De Orbe Novo Decades ist eine umfassende Beschreibung der Entdeckung Amerikas durch die Spanier. Die erste Dekade wurde ohne Petrus Martyrs Einvernehmen bereits 1511 in Sevilla gedruckt, die erste autorisierte Fassung (De Rebus Oceanicis et Novo Orbe) erschien hingegen erst 1516 in Alcalá. Eine frühe italienische Übersetzung der ersten drei Dekaden erschien bereits 1504 unter dem Titel Libretto de tutta la navigatione de Re de Spagna de le Isole et terreni novamente trovati bei Albertino da Lessona in Venedig, sie ging auch in die von Fracanzano da Montalboddo herausgegebene Anthologie Paesi novamente retrovati (Vicenza, 1507) ein. Die Übersetzung geht auf Angelo Trevisan, den Sekretär des venezianischen Botschafters am spanischen Hof zurück.[6]
- Opus epistolarum (Alcalá 1530, Amsterdam 1670) liefert als Werk für die romanische Zeitgeschichte der Jahre 1488–1525 die wertvollsten Materialien.
- De legatione babylonica libri III (1516) schildert Martyrs Abenteuer in Ägypten.

## Ausgaben
- Acht Dekaden über die neue Welt, hrsg. von Hans Klingelhöfer, 2 Bände, Darmstadt 1972–1976, ISBN 3-534-05703-1.
- De orbe novo decades I-VIII, hrsg. von Rosanna Mazzacane, 2 Bände, Genua 2005.
- De Orbe Novo. Translated from the Latin, with notes and introduction by Francis Augustus MacNutt. G. P. Putnam′s Sons, New York 1912.
- Geoffrey Eatough (Hrsg.): Selections from Peter Martyr (= Repertorium Columbianum, Band 5). Brepols, Turnhout 1998, ISBN 2-503-50790-5 (kritische Teiledition von De orbe novo mit englischer Übersetzung und Kommentar; im Anhang einige Briefe)